# تیکتی ماچای
تیکتی ماچای (به اسپانیایی: Tikti Mach'ay) یک کوه در پرو است که در Peru, Lima Region واقع شده‌است. تیکتی ماچای ۵٬۰۰۰ متر بالاتر از سطح دریا واقع شده‌است.